# سالي هوكينز
سالي هوكينز (بالإنجليزية: Sally Hawkins)‏ مواليد 27 أبريل 1976 في لندن، إنجلترا، المملكة المتحدة، هي ممثلة إنجليزية بدأت مسيرتها الفنية عام 1998. كما أنها من الفائزات بجائزة غولدن غلوب.

## حياة سابقة
ولدت سالي سيسيليا هوكينز في دولويتش   هيا ابنة جاكي هوكينز وكولين هوكينز مؤلفي كتب الأطفال ورساميها.  والداها من أصل أيرلندي .  لديها شقيق فينبار يعمل كمنتج تلفزيوني وأفلام.  نشأت هوكينز في بلاكهيث في منزل خبز الزنجبيل المحمي من الصندوق الوطني والذي صممه باتريك جوين.  طورت اهتمامها بالتمثيل لأول مرة في سن الثالثة عندما ذهبت إلى عرض سيرك. كانت تنوي الذهاب إلى الكوميديا ولكن انتهى بها الأمر بتقديم مسرحيات  التحقت بمدرسة جيمس ألين للبنات في دولويتش وتخرجت لاحقًا من الأكاديمية الملكية للفنون المسرحية في عام 1998.  لديها عسر القراءة وتعاني من مرض الذئبة. 

## روابط خارجية
- سالي هوكينز على موقع IMDb (الإنجليزية)
- سالي هوكينز على موقع روتن توميتوز (الإنجليزية)
- سالي هوكينز على موقع مونزينجر (الألمانية)
- سالي هوكينز على موقع قاعدة بيانات الأفلام العربية
- سالي هوكينز على موقع ألو سيني (الفرنسية)
- سالي هوكينز على موقع تيرنر كلاسيك موفيز (الإنجليزية)
- سالي هوكينز على موقع أول موفي (الإنجليزية)
- سالي هوكينز على موقع بوكس أوفيس موجو (الإنجليزية)
- سالي هوكينز على موقع قاعدة بيانات برودواي على الإنترنت (الإنجليزية)
- سالي هوكينز على موقع قاعدة بيانات الأفلام السويدية (السويدية)